# Renaissance Society

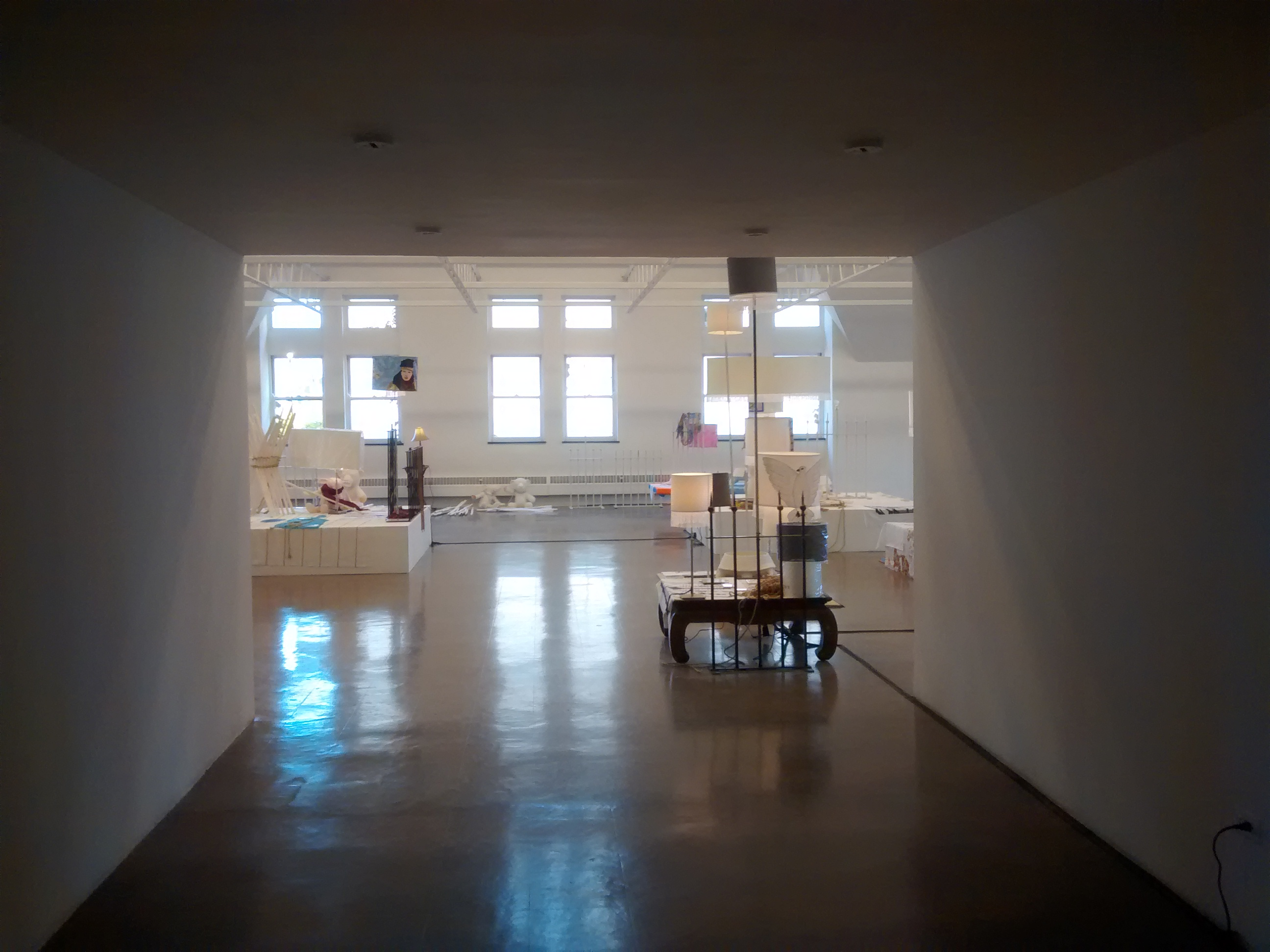
The Renaissance Society, Art museum in Chicago, Illinois (2014)

Die Renaissance Society ist eine 1915 gegründete Kunsthalle in Chicago, die ausschließlich der zeitgenössischen Kunst gewidmet ist.
In ihren Anfangsjahren organisierte „The Society“ wegbereitende Ausstellungen der heute berühmten Maler und Bildhauer Georges Braque, Hans Arp, Constantin Brâncuși, Joan Miró, Pablo Picasso, Isamu Noguchi, Wassily Kandinsky und Piet Mondrian. Bedeutende Solo-Ausstellungen während der nächsten Jahrzehnte bekamen Henri Matisse (1930); Alexander Calder (1934); Fernand Léger (1936); László Moholy-Nagy (1939); John French Sloan (1942); Käthe Kollwitz, Paul Klee (1946), Mies van der Rohe (1947); Diego Rivera (1949); José Clemente Orozco (1951); Marc Chagall (1958); René Magritte (1964) und Henry Moore (1967). Im Rahmen-Programm gaben Sergei Prokofjew, Alfred Barr und Leonard Bernstein Konzerte; Gertrude Stein, Zora Neale Hurston und Paul Tillich hielten Vorträge. 
Unter der Leitung von Susanne Ghez hat die „Society“ ab 1974 jede größere Avantgarde-Bewegung seit Mitte der 1970er aufgegriffen und in ihr Haus geholt. Zu den ausgestellten herausgehobenen Persönlichkeiten der zeitgenössischen Kunst gehörten Robert Smithson, Louise Bourgeois, Anselm Kiefer, Georg Baselitz, Daniel Buren, On Kawara, Günther Förg, Juan Muñoz, Hanne Darboven, Jean-Marc Bustamante, Thomas Struth, Félix González-Torres, Kara Walker, Arturo Herrera, Darren Almond, Thomas Hirschhorn, und Mark Manders. Susanne Ghez war auch eine der Co-Kuratoren der Documenta 11.
Die Gesellschaft lädt häufig Künstler ein, ganz neue Arbeiten zu präsentieren und vergibt Produktionsfinanzierungen. In den letzten zwei Jahrzehnten wurden auf diese Weise Arbeiten und Videokunst-Projekte unter anderen von Allora & Calzadilla (2007); Su-Mei Tse (The Ich-Manifestation, 2005); Yang Fudong (Seven Chinese Intellectuals in a Bamboo Forest: Part II, 2004); Joan Jonas (The Shape, the Scent, the Feel of Things, 2004); Amar Kanwar (Of Poetry and Prophesies, 2002); Catherine Sullivan (Five Economies big hunt/little hunt, 2001); Katarzyna Kozyra (Rite of Spring, 2000); Pierre Huyghe (The Third Memory, 1999); Willie Doherty (True Nature, 1998); Katy Schimert (The Drowned Man, 1997); Diana Thater (China, 1995) und Stan Douglas (Evening, 1995) ermöglicht. Mark Manders, Helen Mirra, Thomas Hirschhorn, Moshekwa Langa, Raymond Pettibon, Shahzia Sikander, Arturo Herrera, Kara Walker, Ben Nicholson, Heimo Zobernig, Félix González-Torres und Narelle Jubelin errichteten jeweils Raum-spezifische Installationen für die „Renaissance Society“.
Die Kunsthalle befindet sich auf dem Campus der University of Chicago in Chicago, Illinois. Sie ist USA-weit eines der ältesten Museen, die exklusiv die zeitgenössische Kunst fördern und ausstellen.